# 馬丁冰川
馬丁冰川（英語：Martin Glacier）是南極洲的冰川，位於葛拉漢地的法利埃海岸，長17公里、寬6公里，最終注入伯特蘭山麓冰川，在1936年由英國探險隊繪入地圖，現時由南極條約體系管理。
68°29′S 66°53′W / 68.483°S 66.883°W